# Demografia Włoch

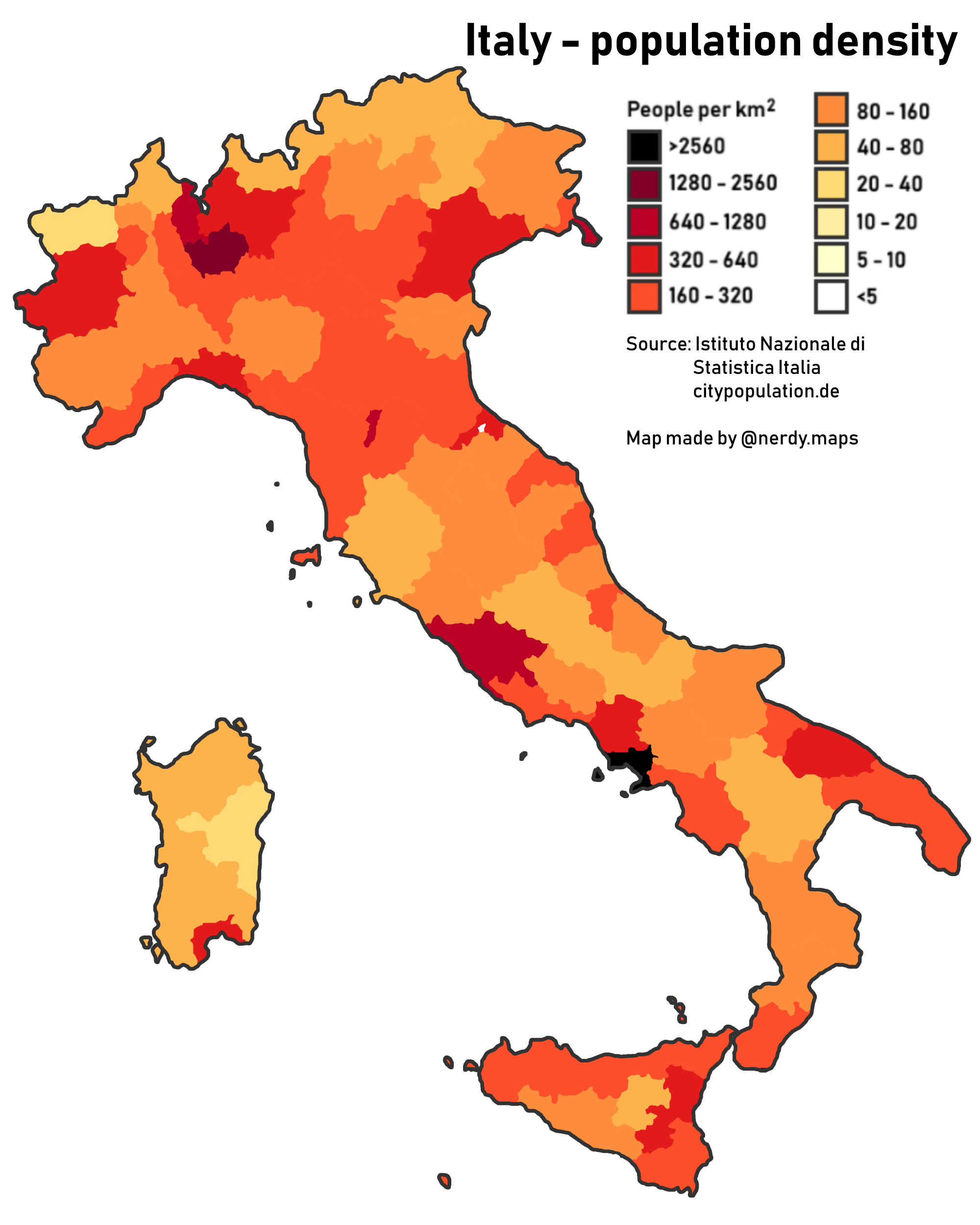
Gęstość zaludnienia we Włoszech, według prowincji.

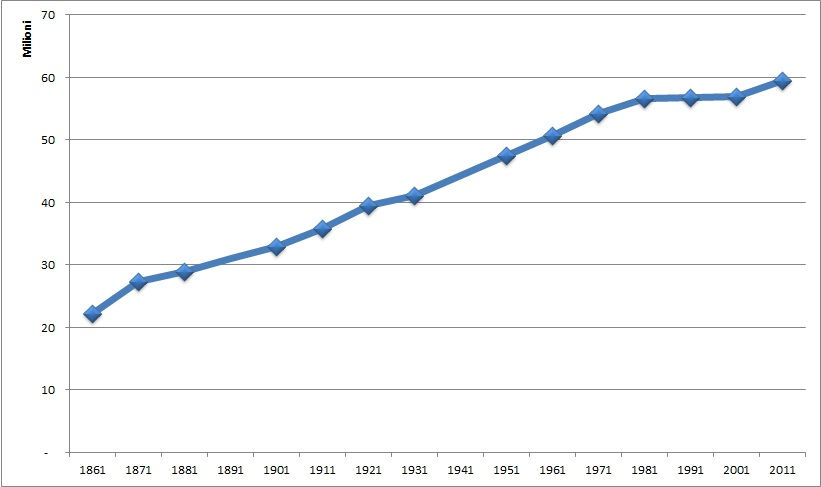
Wzrost populacji Włoch w latach 1861–2011.

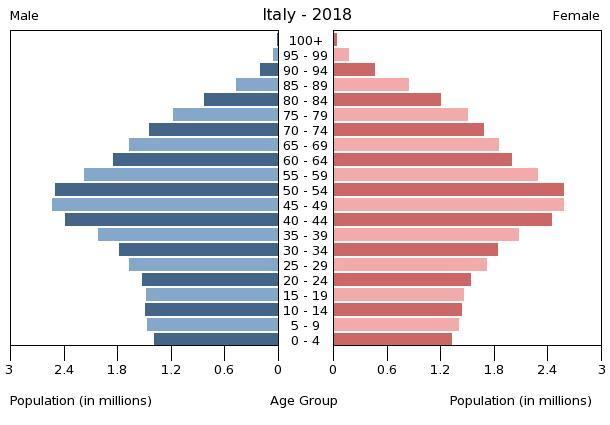
Piramida wieku mieszkańców Włoch w 2018 roku.

Na początku 2020 roku Włochy miały 60,3 mln mieszkańców. Gęstość zaludnienia, wynosząca 201 mieszkańców na 1 km² jest wyższa niż w większości krajów Europy Zachodniej. Jednak rozkład populacji zasadniczo jest nierównomierny. Najbardziej zaludnione są Nizina Padańska na północy kraju, oraz obszary metropolitalne Mediolanu, Rzymu i Neapolu. Najsłabiej zaludnione są prowincja Basilicata, obszary górzyste Alp i Apenin, oraz wyspa Sardynia.

## Migracja
Szacuje się, że w latach 1861–1976 ponad 26 milionów Włochów wyemigrowało, z czego połowa do innych krajów europejskich, a reszta głównie do obu Ameryk. Szczyt emigracji przypadł na lata 1875–1928, wyemigrowało wtedy 17 milionów ludzi. W 2019 roku kraj zamieszkuje 55,2 milionów Włochów, co stanowi 91% populacji państwa. Poza Włochami ponad 80 milionów osób na całym świecie ma pełne lub częściowe pochodzenie włoskie, najwięcej w Brazylii. 
Od lat 80. XX wieku Włochy po raz pierwszy doświadczyły imigracji na ogromną skalę. Według rządu włoskiego w dniu 1 stycznia 2019 r. w kraju mieszkało ponad 5,2 mln obcokrajowców. Do głównych krajów pochodzenia imigrantów należą: Rumunia (1,2 mln), Albania (441 tys.), Maroko (423 tys.), Chiny (300 tys.) i Ukraina (239 tys.).

## Kryzys demograficzny
Kraj znajduje się w zaawansowanej fazie transformacji demograficznej i ma typowe cechy demograficzne dla krajów wysoko rozwiniętych. Oznakami tego są bardzo zaawansowane starzenie się populacji i niski współczynnik dzietności. Średni wiek populacji wzrósł do 45,7 lat i tym samym Włochy są drugim najstarszym społeczeństwem na świecie.  
Również według raportu Financial Times Włochy stoją w obliczu kryzysu demograficznego spowodowanego niskim współczynnikiem urodzeń i zmniejszoną migracją. Wskaźnik urodzeń we Włoszech spadł do 1,32 dziecka na kobietę, znacznie poniżej 2,1 dziecka potrzebnego do utrzymania stabilnej populacji. Przyczynę takiego stanu upatruje się w braku zaufania młodych ludzi co do przyszłego kierunku gospodarczego kraju.

## Urbanizacja
W momencie zjednoczenia w 1861 roku, Włochy były stosunkowo słabo rozwiniętym krajem w porównaniu do bardziej rozwiniętych krajów Europy Zachodniej. Rolnictwo było głównym sektorem produkcyjnym zatrudniającym około 60% siły roboczej. Od tamtego czasu wraz z rosnącą urbanizacją włoska gospodarka uległa głębokim przemianom strukturalnym. 
Według danych Banku Światowego z 2018 roku ponad 70% populacji Włoch mieszka w miastach, dla porównania w okresie międzywojennym była to zaledwie jedna trzecia.  
Poniższa lista przedstawia największe miasta Włoch, według Spisu Powszechnego w 2011 roku:
| 1  | Rzym      | Miasto Stołeczne Rzym | 2 617 175 |
| 2  | Mediolan  | Mediolan              | 1 242 123 |
| 3  | Neapol    | Neapol                | 962 003   |
| 4  | Turyn     | Turyn                 | 872 367   |
| 5  | Palermo   | Palermo               | 657 561   |
| 6  | Genua     | Genua                 | 586 180   |
| 7  | Bolonia   | Bolonia               | 371 337   |
| 8  | Florencja | Florencja             | 358 079   |
| 9  | Bari      | Bari                  | 315 933   |
| 10 | Katania   | Katania               | 293 902   |

Włochy mają 14 miast metropolitalnych rozciągających się na powierzchni prawie 50 tys. km² (5% powierzchni kraju) dających siedlisko dla 22,1 mln mieszkańców (36% ludności). Do największych miast metropolitalnych należą Turyn (6827 km²) i Rzym (5363 km²). Pod względem populacji: Rzym (4,34 mln), Mediolan (3,2 mln) i Neapol (3,1 mln).

## Religia
We włoskim społeczeństwie głęboko zakorzeniona jest religijność. Około trzy czwarte populacji wyznaje katolicyzm, a Stolica Apostolska znajduje się w centrum kraju. W ostatnich latach rośnie liczba osób bez przynależności religijnej (15%), a za sprawą migracji rośnie też liczba i odsetek wyznawców islamu (3,3%). 5% należy do wyznań chrześcijańskich, które nie uznają zwierzchności papieża i są to: prawosławni, ewangelikalni, świadkowie Jehowy, protestanci, czy mormoni. Istnieją też niewielkie mniejszości sikhów, hinduistów, buddystów, czy społeczności żydowskiej. 